# Gioan Maria Vũ Tất
Gioan Maria Vũ Tất (sinh 1944) là một Giám mục của Giáo hội Công giáo Rôma tại Việt Nam. Ông từng đảm nhận vai trò Giám mục phụ tá Giáo phận Hưng Hóa từ năm 2010 đến năm 2011 và Giám mục chính tòa giáo phận này từ năm 2011 cho đến khi hồi hưu năm 2020. Khẩu hiệu Giám mục của ông là " Sự thật trong yêu thương".

## Thân thế và tu tập
Gioan Maria Vũ Tất sinh ngày 10 tháng 3 năm 1944 tại làng Bến Thôn, xã Dị Nậu, huyện Thạch Thất, tỉnh Sơn Tây (nay thuộc thành phố Hà Nội), thuộc giáo phận Hưng Hoá. Ông là em trong nội tộc của Giám mục Antôn Vũ Huy Chương.
Từ năm 1955 đến năm 1962, Vũ Tất tu học tại tiểu chủng viện Thánh Giuse ở Sơn Lộc, Sơn Tây. Đến năm 1962 ông là giảng viên của tiểu chủng viện Sơn Lộc cho tới năm 1966. Đầu năm 1966, Vũ Tất về quê ở Thạch Thất lao động, đồng thời ông tham gia hướng dẫn các tu sinh có ý muốn tìm hiểu tu tập. Ông làm các công việc này ở quê nhà cho đến năm 1990. Năm 1977 ông được cử đi học Triết học và Thần học với các Giám mục Giuse Phan Thế Hinh (Giáo phận Hưng Hoá) và Giám mục Phaolô Giuse Phạm Đình Tụng (Giáo phận Bắc Ninh). Ông theo học 10 năm cho đến năm 1987.

## Linh mục
Sau khi Gioan Maria Vũ Tất hoàn tất các chương trình học và thử thách mục vụ, ông đủ mọi điều kiện để được thụ phong linh mục theo quy định của Giáo hội Công giáo. Suốt nhiều năm liền Tòa giám mục đề nghị chính quyền chấp nhận để tổ chức lễ phong chức linh mục cho Phó tế Vũ Tất, nhưng đều không được chính quyền đồng ý. Hồng y Phaolô Giuse Phạm Đình Tụng, lúc ấy là đang là giám mục Giáo phận Bắc Ninh đã quyết định thụ phong linh mục chui" cho thầy Gioan Maria Vũ Tất vào ngày 1 tháng 4 năm 1987. Thánh lễ thụ phong linh mục cho Gioan Maria Vũ Tất được tổ chức trong một căn phòng tại toà giám mục Bắc Ninh mà không cần sự chấp nhận của chính quyền.
Trước khi lễ thụ phong diễn ra một ngày, Gioan Maria Vũ Tất phải giả làm một người bán rau. Ông đi xe đạp vượt con đường gần 100 km từ quê nhà ở Thạch Thất ra tới Bắc Ninh để tham dự lễ phong chức linh mục cho mình nhằm tránh bị chính quyền phát hiện.
Sau khi lãnh nhận chức linh mục, Gioan Maria Vũ Tất được cử về mục vụ tại giáo phận Hưng Hoá. Ông đặc trách việc đào tạo các linh mục cho đến năm 1995. Cũng trong thời gian này, có một năm ông đi tu nghiệp tại Đại Chủng viện Thánh Giuse, Hà Nội.
Năm 1995, linh mục Gioan Maria được tòa giám mục cử đi học Giáo luật tại Đại học Urbaniana, Roma. Năm 1997, linh mục Vũ Tất tốt nghiệp cử nhân Giáo luật. Sau khi tốt nghiệp cử nhân tại Rôma, linh mục Vũ Tất được Giám mục cho phép qua Pháp. Tại Paris, linh mục Tất tiếp tục theo học các khóa về mục vụ tại Đại học Công giáo Paris, Pháp.
Năm 1998, linh mục Gioan Maria Vũ Tất về nước. Ông đảm nhận chức trợ tá tại tòa Giám mục Hưng Hoá, kiêm nhiệm phụ trách mục vụ tại tỉnh Lào Cai..
Từ năm 1999 đến năm 2004, linh mục Gioan Maria là giảng viên môn Giáo luật tại đại chủng viện Thánh Giuse, Hà Nội. Đến năm 2003, ông được giám mục giáo phận giao làm chính xứ giáo xứ Bách Lộc, giáo phận Hưng Hoá. Ông thi hành mục vụ ở giáo xứ Bách Lộc bảy năm, cho đến năm 2010. Đầu năm 2005, ông được giao kiêm nhiệm chức phó giám đốc Đại chủng viện Thánh Giuse Hà Nội, phụ trách cơ sở 2 tại Cổ Nhuế, Sở Kiện.

## Giám mục
Ngày 29 tháng 3 năm 2010, Giáo hoàng Biển Đức XVI bổ nhiệm linh mục Gioan Maria Vũ Tất làm Giám mục Phụ tá giáo phận Hưng Hoá, giám mục hiệu toà Thisiduo Thánh Lễ Truyền Chức Giám mục phụ tá được tổ chức tại Nhà thờ Chính toà Sơn Lộc, thị xã Sơn Tây, thành phố Hà Nội, hồi 07g30 sáng Thứ Ba, ngày 15 tháng 6 năm 2010. Chủ phong cho tân chức là giám mục Hưng Hóa Antôn Vũ Huy Chương và phụ phong là hai giám mục Phêrô Nguyễn Văn Khảm, giám mục phụ tá Thành phố Hồ Chí Minh và Lôrensô Chu Văn Minh, giám mục phụ tá Hà Nội.
Ngày 1 tháng 3 năm 2011, Giáo hoàng Biển Đức XVI bổ nhiệm giám mục Vũ Tất làm Giám mục chính tòa Giáo phận Hưng Hóa, thế chỗ Giám mục Antôn Vũ Huy Chương được chuyển đi làm Giám mục chính tòa Giáo phận Đà Lạt.
Ngày 22 tháng 3 năm 2011, lúc 10 giờ, Thánh lễ nhậm chức Giám mục chính tòa Giáo phận Hưng Hóa của Giám mục Gioan Maria Vũ Tất được cử hành tại Nhà thờ chính tòa Hưng Hóa.
Ngày 29 tháng 8 năm 2020, Văn phòng Báo chí Tòa Thánh ra thông cáo thông tin việc giáo hoàng đã chấp thuận đơn xin từ nhiệm Giám mục chính tòa Giáo phận Hưng Hóa của Giám mục Vũ Tất. Giáo phận Hưng Hóa trống tòa theo ý Tòa Thánh. Tòa Thánh đồng thời bổ nhiệm Giám mục phụ tá giáo phận Vinh Phêrô Nguyễn Văn Viên làm giám quản Tông Tòa giáo phận Hưng Hóa. Lễ kết thúc nhiệm vụ của Giám mục Tất và khời đầu sứ vụ của giám mục Viên được vào tổ chức ngày 8 tháng 9 năm 2020 tại Nhà thờ chính tòa Sơn Lộc.

## Tông truyền
Giám mục Gioan Maria Vũ Tất được tấn phong giám mục năm 2010, thời Giáo hoàng Biển Đức XVI, bởi:
- Giám mục Chủ phong: Antôn Vũ Huy Chương, giám mục chính tòa giáo phận Hưng Hóa.
- Hai giám mục Phụ phong: Phêrô Nguyễn Văn Khảm, giám mục phụ tá Tổng giáo phận Thành phố Hồ Chí Minh và Lôrensô Chu Văn Minh, giám mục phụ tá Tổng giáo phận Hà Nội.

Giám mục Gioan Maria Vũ Tất là Giám mục Chủ phong cho giám mục:
- Năm 2013, giám mục Anphong Nguyễn Hữu Long, hiện đang là giám mục chính tòa Giáo phận Vinh.

Giám mục Gioan Maria Vũ Tất là Giám mục phụ phong Giám mục cho:
- Năm 2022, Giám mục Đa Minh Hoàng Minh Tiến, hiện là Giám mục chính tòa Giáo phận Hưng Hóa.

Dưới đây là sơ đồ tính Tông truyền từ giám mục Việt Nam đầu tiên được giám mục ngoại quốc chủ phong cho đến đời Giám mục Vũ Tất.

## Hình ảnh khác

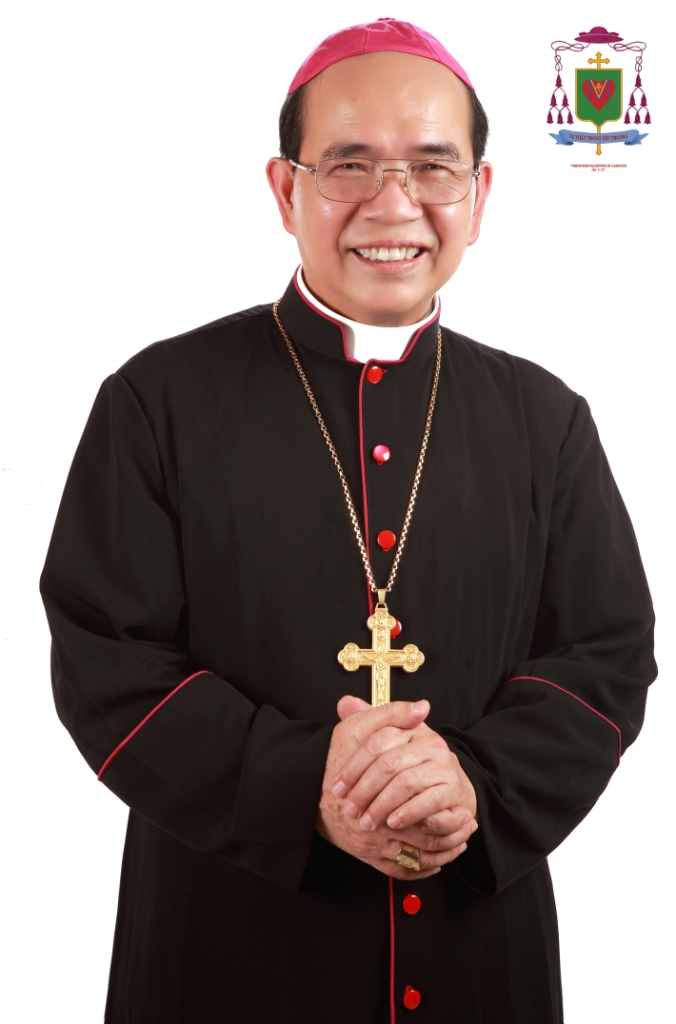
Giám mục Vũ Tất năm 2010